# Tulette
Tulette est une commune française située dans le département de la Drôme en région Auvergne-Rhône-Alpes.

## Géographie

### Localisation
La commune est située à la limite sud du département de la Drôme, entre l'enclave vauclusienne de Valréas et le 
Vaucluse proprement dit.

Elle est à 17 km à l'est de Saint-Paul-Trois-Châteaux (chef-lieu du canton), à 25 km au nord-est d'Orange, 20 km de Nyons et 37 km de Montélimar.

### Relief et géologie
La commune est adossée, à l'est, sur les premières collines des Préalpes françaises.

### Hydrographie
La commune est arrosée par :
- l'Eygues, au sud ;
- l'Hérin, cours d'eau de 23,3 km[1].

Le village, situé plus haut à l'origine, fut vraisemblablement déplacé afin d'y amener l'eau depuis l'Eygues. Le canal des moulins (devenu du moulin) est approvisionné par l'Eygues en amont du pont de Buisson, sur la rive droite.

Un autre canal, celui du comte de Rochegude, est lui aussi approvisionné par l'Eygues en aval du Pont de Buisson, toujours sur la rive droite, passe au sud du premier avant de se séparer en deux à la Divisoire, à l'ouest de Bomparet[réf. nécessaire].

### Climat
Pour des articles plus généraux, voir Climat d'Auvergne-Rhône-Alpes et Climat de la Drôme.
En 2010, le climat de la commune est de type climat méditerranéen franc, selon une étude du Centre national de la recherche scientifique s'appuyant sur une série de données couvrant la période 1971-2000. En 2020, Météo-France publie une typologie des climats de la France métropolitaine dans laquelle la commune est exposée à un climat méditerranéen et est dans la région climatique  Provence, Languedoc-Roussillon, caractérisée par une pluviométrie faible en été, un très bon ensoleillement (2 600 h/an), un été chaud (21,5 °C), un air très sec en été, sec en toutes saisons, des vents forts (fréquence de 40 à 50 % de vents > 5 m/s) et peu de brouillards. 
Pour la période 1971-2000, la température annuelle moyenne est de 13,6 °C, avec une amplitude thermique annuelle de 17,7 °C. Le cumul annuel moyen de précipitations est de 769 mm, avec 6,1 jours de précipitations en janvier et 3,2 jours en juillet. Pour la période 1991-2020, la température moyenne annuelle observée sur la station météorologique de Météo-France la plus proche, « Visan », sur la commune de Visan à 4 km à vol d'oiseau, est de 14,2 °C et le cumul annuel moyen de précipitations est de 772,7 mm,. Pour l'avenir, les paramètres climatiques de la commune estimés pour 2050 selon différents scénarios d'émission de gaz à effet de serre sont consultables sur un site dédié publié par Météo-France en novembre 2022.
| Mois                                  | jan.            | fév.          | mars            | avril         | mai           | juin           | jui.           | août         | sep.          | oct.          | nov.            | déc.            | année      |
| ------------------------------------- | --------------- | ------------- | --------------- | ------------- | ------------- | -------------- | -------------- | ------------ | ------------- | ------------- | --------------- | --------------- | ---------- |
| Température minimale moyenne (°C)     | 1,8             | 1,9           | 4,7             | 7,3           | 11,1          | 14,8           | 17,1           | 16,9         | 13,3          | 10            | 5,6             | 2,5             | 8,9        |
| Température moyenne (°C)              | 5,7             | 6,5           | 10,1            | 13            | 17            | 21             | 23,7           | 23,5         | 19            | 14,8          | 9,6             | 6,4             | 14,2       |
| Température maximale moyenne (°C)     | 9,6             | 11,1          | 15,4            | 18,7          | 22,9          | 27,2           | 30,4           | 30           | 24,7          | 19,5          | 13,6            | 10,2            | 19,4       |
| Record de froid (°C) date du record   | −9,5 04.01.1993 | −9,4 07.02.12 | −10,9 02.03.05  | −4 08.04.21   | 2,6 07.05.19  | 6,2 21.06.1992 | 8,1 12.07.1993 | 8,4 22.08.07 | 5,3 16.09.17  | −1 30.10.12   | −5,8 27.11.10   | −7,5 18.12.10   | −10,9 2005 |
| Record de chaleur (°C) date du record | 20,8 10.01.15   | 23,1 23.02.20 | 26,8 18.03.1997 | 29,9 27.04.12 | 33,8 18.05.22 | 40,5 27.06.19  | 39,6 18.07.22  | 42 22.08.23  | 35,6 04.09.16 | 30,5 09.10.23 | 23,6 12.11.1995 | 19,8 18.12.1989 | 42 2023    |
| Précipitations (mm)                   | 56,7            | 40,6          | 45              | 67,7          | 64,8          | 45,7           | 39,8           | 54,6         | 108,4         | 102,1         | 99,1            | 48,2            | 772,7      |

### Voies de communication et transports
La commune est desservie par plusieurs lignes de bus.
Une compagnie de taxis est implantée sur la commune[réf. nécessaire].

## Urbanisme

### Typologie
Au 1er janvier 2024, Tulette est catégorisée bourg rural, selon la nouvelle grille communale de densité à 7 niveaux définie par l'Insee en 2022.
Elle est située hors unité urbaine et hors attraction des villes,.

### Occupation des sols
L'occupation des sols de la commune, telle qu'elle ressort de la base de données européenne d’occupation biophysique des sols Corine Land Cover (CLC), est marquée par l'importance des territoires agricoles (92,5 % en 2018), en diminution par rapport à 1990 (94,7 %). La répartition détaillée en 2018 est la suivante : 
cultures permanentes (84,8 %), zones agricoles hétérogènes (7,7 %), espaces ouverts, sans ou avec peu de végétation (3,3 %), zones urbanisées (2,9 %), zones industrielles ou commerciales et réseaux de communication (1,3 %). L'évolution de l’occupation des sols de la commune et de ses infrastructures peut être observée sur les différentes représentations cartographiques du territoire : la carte de Cassini (XVIIIe siècle), la carte d'état-major (1820-1866) et les cartes ou photos aériennes de l'IGN pour la période actuelle (1950 à aujourd'hui).

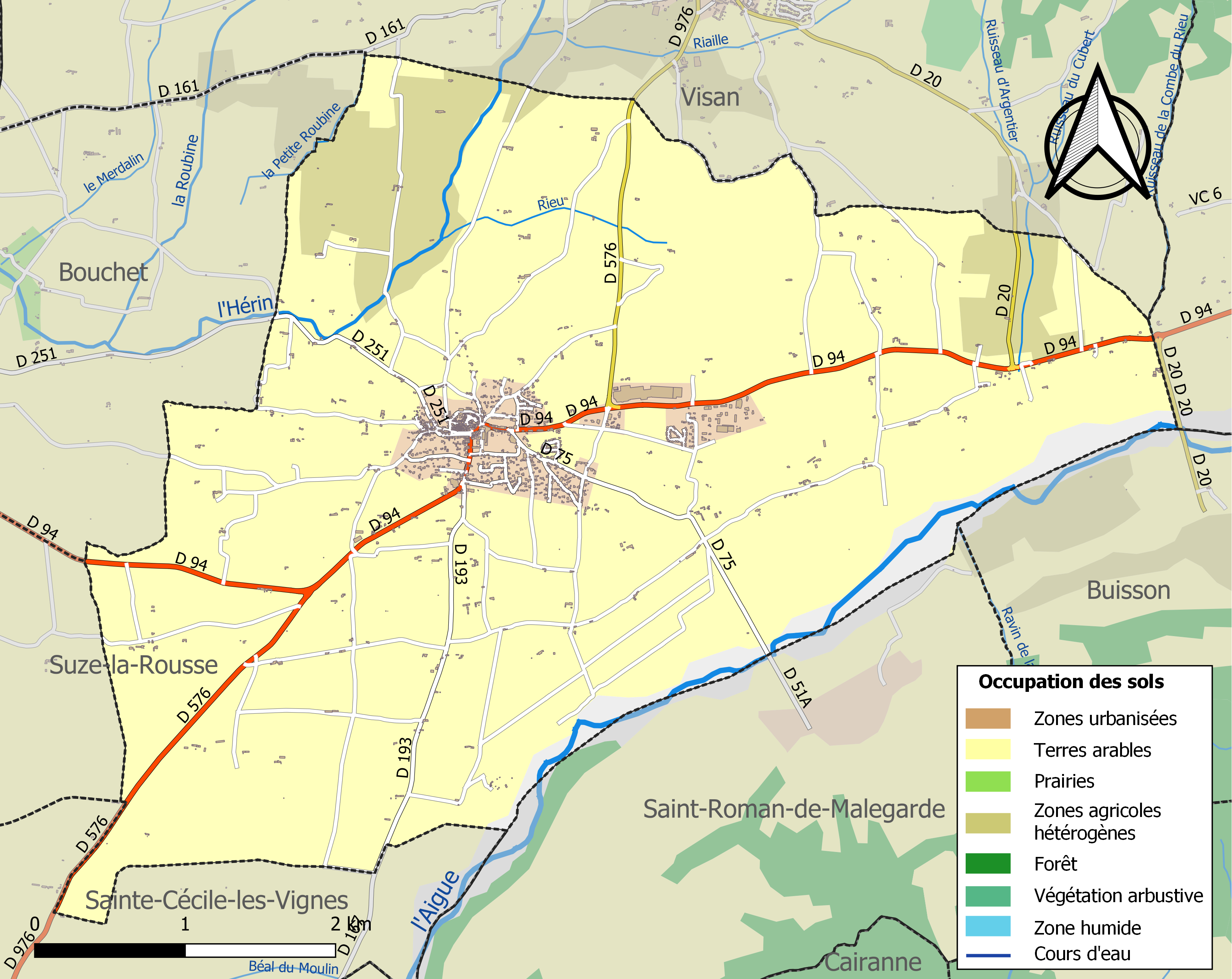
Carte des infrastructures et de l'occupation des sols de la commune en 2018 (CLC).

## Toponymie

### Attestations
Dictionnaire topographique du département de la Drôme :
- 998 : Tudeleta in Proventia (cartulaire de Cluny, 2466).
- 1170 : Tuellete (cartulaire des Templiers, 89).
- 1210 : Tuelletam (layettes du trésor des chartes, I, 353).
- 1321 : Tuleta et castrum Tuellete (inventaire des dauphins, 255).
- 1447 : Tuyleta (inventaire des dauphins, 255).
- 1468 : Tulete et Thuillette (cartulaire de Saint-Paul-Trois-Châteaux).
- XVIe siècle : domus de Tuleta (pouillé général, 90).
- XVIIe siècle : Thulette en Dauphiné (plaidoyers d'Expilly, 147).
- 1891 : Tulette, commune du canton de Saint-Paul-Trois-Châteaux.

## Histoire

### Préhistoire
Mobilier néolithique.

### Protohistoire
Habitat protohistorique (vers le Ve siècle avant notre ère)[réf. nécessaire].

### Antiquité: les Gallo-romains
Vestiges gallo-romains[réf. nécessaire].

### Du Moyen Âge à la Révolution
En 954, Gérard, archevêque démissionné d'Arles, donne les biens de son église de Saint Saturnin du Port (actuel Pont-Saint-Esprit) et dont Tulette aurait fait partie à l'abbaye de Cluny
La seigneurie :
- Au point de vue féodal, Tulette était une terre du fief des comtes de Provence.
- 1145 : un tiers appartient aux princes d'Orange (de la maison de Baux).
- Les princes d'Orange acquièrent les deux autres tiers.
- 1294 : ils hommagent le tout aux papes.
- 1350 : les princes vendent la seigneurie aux prieurs de Pont-Saint-Esprit, derniers seigneurs.

Autre version : Au XIIIe siècle, les droits sur la seigneurie sont partagés entre Cluny, le seigneur prieur de Saint Saturnin (représenté par le doyen de Tulette, un moine bénédictin) et la maison des Baux.

En 1302, une transaction sur les droits féodaux a lieu entre Guy de Claromane (ou de Clermont), prieur de Saint Saturnin et de l'église Saint Pierre de Tulette, et les habitants du village par le biais de syndics.

En 1304, d'autres droits sont consignés par Bertrand IV des Baux, 3e prince d'Orange comme appartenant à la principauté d'Orange.

En 1366, le dernier prince d'Orange de la maison des Baux, Raymond V, vend ses droits à Déodat de Vindicise, seigneur prieur du village.

La seigneurie, oubliée par les traités, reste à l'écart du rattachement du Dauphiné (1349) puis de la Provence (1482) au royaume de France[réf. nécessaire].
Au début du XVIe siècle, la seigneurie relève encore, en théorie, du Saint-Empire romain germanique. C'est une enclave prise entre la principauté d'Orange (appartenant alors à la maison d'Orange-Chalon), le Dauphiné français et le Comtat Venaissin, possession pontificale.

En 1563, après la première guerre de religion, Un maréchal de France vient y affirmer l'autorité du roi, sans doute en marge du voyage que le roi Charles IX fait alors avec sa mère pour rappeler ses sujets à la fidélité (1564).

La communauté de Tulette, provençale de culture, se retrouve ainsi rattachée au Dauphiné.
Tulette souffre beaucoup pendant les guerres de Religion.
En 1640, les vignerons demandent à Joseph Marie de Suarès, évêque de Vaison, le droit « d'établir un autel à l'église paroissiale sous le vocable de Saint-Vincent, avec indulgence de quarante jours à toutes les fêtes du saint ».

La confrérie Saint-Vincent se constitua le 25 juin 1646, avec la bénédiction de l'évêque. Elle fut dirigée par un 'bailli qui avait sous ses ordres un trésorier (quêteur et collecteur) et un sacristain. À ses côtés, était placé un « protecteur » choisi lors des élections annuelles des officiers de la confrérie ; ce notable jouant un rôle de contre-pouvoir et de conseiller.

Les statuts font obligation à tous les confrères de communier lors des fêtes carillonnées et à celle de saint Vincent. De plus, ils doivent s'abstenir de .

La confrérie vivait de « ses cotisations, es sommes perçues aux élections, des amandes, quêtes et dons ».

Sa première bannière fut réalisée en 1658 et, huit ans plus tard, elle fut ornée d'une croix.

En 1703, son bailli commanda un tableau représentant saint Vincent entouré de saint Just et de saint Fiacre.

La dernière réunion aura lieu en 1790.
Avant 1790, Tulette était une communauté de l'élection de Montélimar, de la subdélégation de Saint-Paul-Trois-Châteaux et de la sénéchaussée de Montélimar.

Elle formait une paroisse du diocèse de Vaison, dont l'église était celle d'un bénéfice de l'ordre de Saint-Benoît (de la dépendance du prieuré de Pont-Saint-Esprit. Son titulaire était collateur et décimateur dans la paroisse de Tulette.

### De la Révolution à nos jours
En 1790, la commune est comprise dans le canton de Suze-la-Rousse (Drôme)

En 1793 (décret de la Convention du 20 août 1793 portant création d'un 87e département[réf. nécessaire]), le canton de Suze-la-Rousse est intégré dans le nouveau département du Vaucluse (district d'Orange).

La population avait cependant manifesté sa volonté de rester dans la Drôme. Les citoyens de la société populaire de Tulette avaient affirmé qu'il n'y avait « aucune raison légitime ni contraire à ses intérêts pour demander d'être démembré du département de la Drôme »[réf. nécessaire].
En 1800, la réorganisation de l'an VIII la réintègre dans le département de la Drôme et, en 1801, elle est comprise dans le canton de Pierrelatte (devenu, en 1839, le canton de Saint-Paul-Trois-Châteaux). La commune est restée dans ce dernier canton lors du partage de 1856.

## Politique et administration

### Liste des maires
| Période                                  | Période                        | Identité                            | Étiquette        | Qualité        |
| ---------------------------------------- | ------------------------------ | ----------------------------------- | ---------------- | -------------- |
| Les données manquantes sont à compléter. |                                |                                     |                  |                |
| 1871                                     |                                | ?                                   |                  |                |
| 1874                                     |                                | ?                                   |                  |                |
| 1878                                     |                                | ?                                   |                  |                |
| 1884                                     |                                | ?                                   |                  |                |
| 1888                                     |                                | ?                                   |                  |                |
| 1892                                     |                                | ?                                   |                  |                |
| 1896                                     |                                | ?                                   |                  |                |
| 1900                                     |                                | ?                                   |                  |                |
| 1904                                     |                                | ?                                   |                  |                |
| 1908                                     |                                | ?                                   |                  |                |
| 1912                                     |                                | ?                                   |                  |                |
| 1919                                     |                                | ?                                   |                  |                |
| 1925                                     |                                | ?                                   |                  |                |
| 1929                                     |                                | ?                                   |                  |                |
| 1935                                     |                                | ?                                   |                  |                |
| 1945                                     |                                | ?                                   |                  |                |
| 1947                                     |                                | ?                                   |                  |                |
| 1953                                     |                                | ?                                   |                  |                |
| 1959                                     |                                | ?                                   |                  |                |
| 1965                                     |                                | ?                                   |                  |                |
| 1971                                     |                                | ?                                   |                  |                |
| 1977                                     |                                | ?                                   |                  |                |
| 1983                                     | 1989                           | Henri Bélier                        | PS               |                |
| 1989                                     | 1995                           | Henri Bélier                        |                  | maire sortant  |
| 1995                                     | 2001                           | Henri Bélier                        |                  | maire sortant  |
| 2001                                     | décembre 2006                  | Serge Volle                         | (sans étiquette) |                |
| 2006 (statut ?)                          | 2008                           | Marcelle Berget                     | DVD              | enseignante    |
| 2008                                     | 2014                           | Marcelle Berget                     |                  | maire sortante |
| 2014                                     | 2020                           | Marcelle Berget                     |                  | maire sortante |
| 2020                                     | En cours (au 21 décembre 2020) | Sylvie Molinié[source insuffisante] |                  |                |

### Politique environnementale
La commune s'est dotée d'un équipement de tri sélectif[réf. nécessaire].

### Jumelages
Un pacte d'amitié a été conclu avec la ville de Bastogne (Belgique) le 16 avril 2005.

## Population et société

### Démographie
L'évolution du nombre d'habitants est connue à travers les recensements de la population effectués dans la commune depuis 1793. Pour les communes de moins de 10 000 habitants, une enquête de recensement portant sur toute la population est réalisée tous les cinq ans, les populations de référence des années intermédiaires étant quant à elles estimées par interpolation ou extrapolation. Pour la commune, le premier recensement exhaustif entrant dans le cadre du nouveau dispositif a été réalisé en 2008.

En 2022, la commune comptait 2 001 habitants, en évolution de +1,27 % par rapport à 2016 (Drôme : +2,64 %, France hors Mayotte : +2,11 %).
| 1793  | 1800  | 1806  | 1821  | 1831  | 1836  | 1841  | 1846  | 1851  |
| ----- | ----- | ----- | ----- | ----- | ----- | ----- | ----- | ----- |
| 1 042 | 1 026 | 1 057 | 1 282 | 1 556 | 1 609 | 1 613 | 1 850 | 1 765 |

| 1856  | 1861  | 1866  | 1872  | 1876  | 1881  | 1886  | 1891  | 1896  |
| ----- | ----- | ----- | ----- | ----- | ----- | ----- | ----- | ----- |
| 1 836 | 1 996 | 2 133 | 2 212 | 2 120 | 2 020 | 1 641 | 1 609 | 1 541 |

| 1901  | 1906  | 1911  | 1921  | 1926  | 1931  | 1936  | 1946  | 1954  |
| ----- | ----- | ----- | ----- | ----- | ----- | ----- | ----- | ----- |
| 1 541 | 1 510 | 1 510 | 1 276 | 1 259 | 1 281 | 1 291 | 1 316 | 1 307 |

| 1962  | 1968  | 1975  | 1982  | 1990  | 1999  | 2006  | 2008  | 2013  |
| ----- | ----- | ----- | ----- | ----- | ----- | ----- | ----- | ----- |
| 1 331 | 1 402 | 1 440 | 1 507 | 1 575 | 1 714 | 1 857 | 1 898 | 1 934 |

| 2018  | 2022  | - | - | - | - | - | - | - |
| ----- | ----- | - | - | - | - | - | - | - |
| 2 003 | 2 001 | - | - | - | - | - | - | - |

### Services et équipements
- Maison de retraite.
- Aide à domicile.

### Enseignement
La commune relève de l'académie de Grenoble et compte :
- Une école maternelle.
- Une école primaire.

### Santé
- Médecins.
- Dentistes.
- Infirmières.

### Manifestations culturelles et festivités
- Fêtes : le dernier dimanche de mai (Saint-Fiacre), le premier dimanche de septembre (Saint-Léger, le premier dimanche d'octobre (Fête des Cornards)[14].

### Loisirs
- Une piscine municipale.

### Cultes
- Les catholiques se réunissent dans l'église Saint-Pierre.
- Les musulmans possède un lieu de culte.

## Économie

### Agriculture
En 1992 : vignes, vergers, ovins.
- Coopérative agricole[14].
- Deux caves coopératives et chaix de vieillissement (Cellier des Dauphins)[14].
- Marché : le lundi[14].
- Foire : le troisième dimanche d'avril[14].

Viticulture

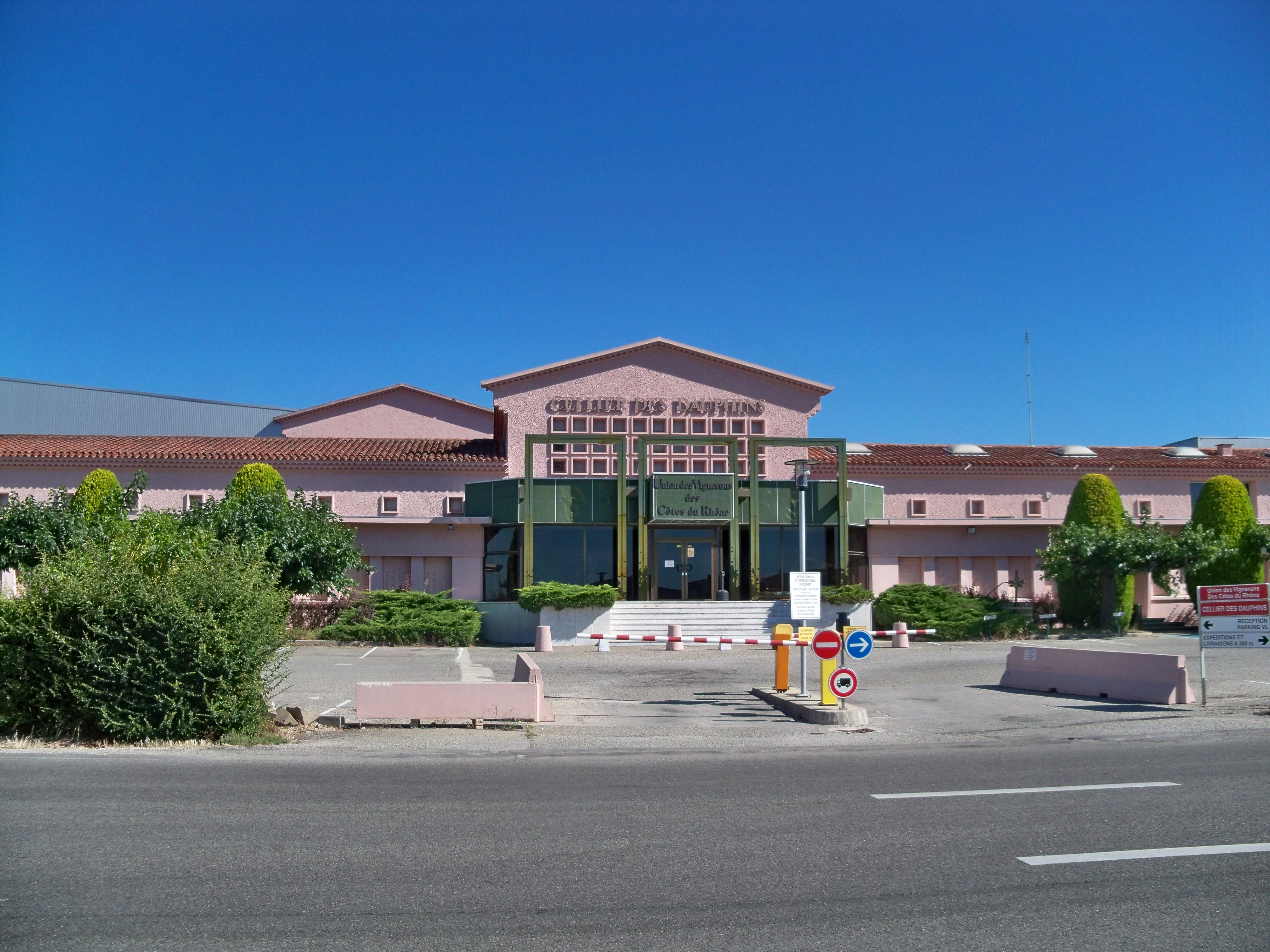
Le Cellier des Dauphins.

Le sol, essentiellement issu de vieilles terrasses alluviales, est le substrat d'une importante production viticole bénéficiant de l'appellation d'origine contrôlée (AOC) côtes-du-Rhône. Depuis le gel des oliviers (qui comptèrent jusqu'à 20 000 pieds sur les 200 000 du Buxois et du Nyonsais) en 1956, cette activité économique est la première de la commune. En lien avec cette production primaire, l'entreprise du Cellier des Dauphins, regroupement de plus d'une dizaine de caves coopératives des environs, assure à la fois le débouché des vins produits localement et des emplois pour la population locale[réf. nécessaire].
De nos jours, les vignerons de la commune sont représentés au sein de la Commanderie des Costes du Rhône, confrérie bachique, qui tient ses assises au château de Suze-la-Rousse, siège de l'Université du vin.

### Commerce et artisanat
Le commerce de proximité est bien représenté : boulangers, boucherie, maison de la presse, bars, tabacs, restaurants, coiffeurs et supérettes[réf. nécessaire].
La commune compte également des artisans, des professionnels du bâtiment et des services de proximité.
- une huilerie.
- une fabrique artisanale de chocolats.

### Industrie
- usine Le comptoir de Mathilde[réf. nécessaire].

### Foncier
Le marché foncier de la commune est dynamisé du fait de sa proximité avec Bollène, Orange et Montélimar[réf. nécessaire].

### Tourisme
Le commune ne présente pas une attractivité forte malgré une vie culturelle globalement intéressante durant la période estivale[réf. nécessaire].
Pour l'hébergement, elle propose plusieurs campings[réf. nécessaire].

## Culture locale et patrimoine

### Lieux et monuments
- Vestiges gallo-romains[réf. nécessaire].

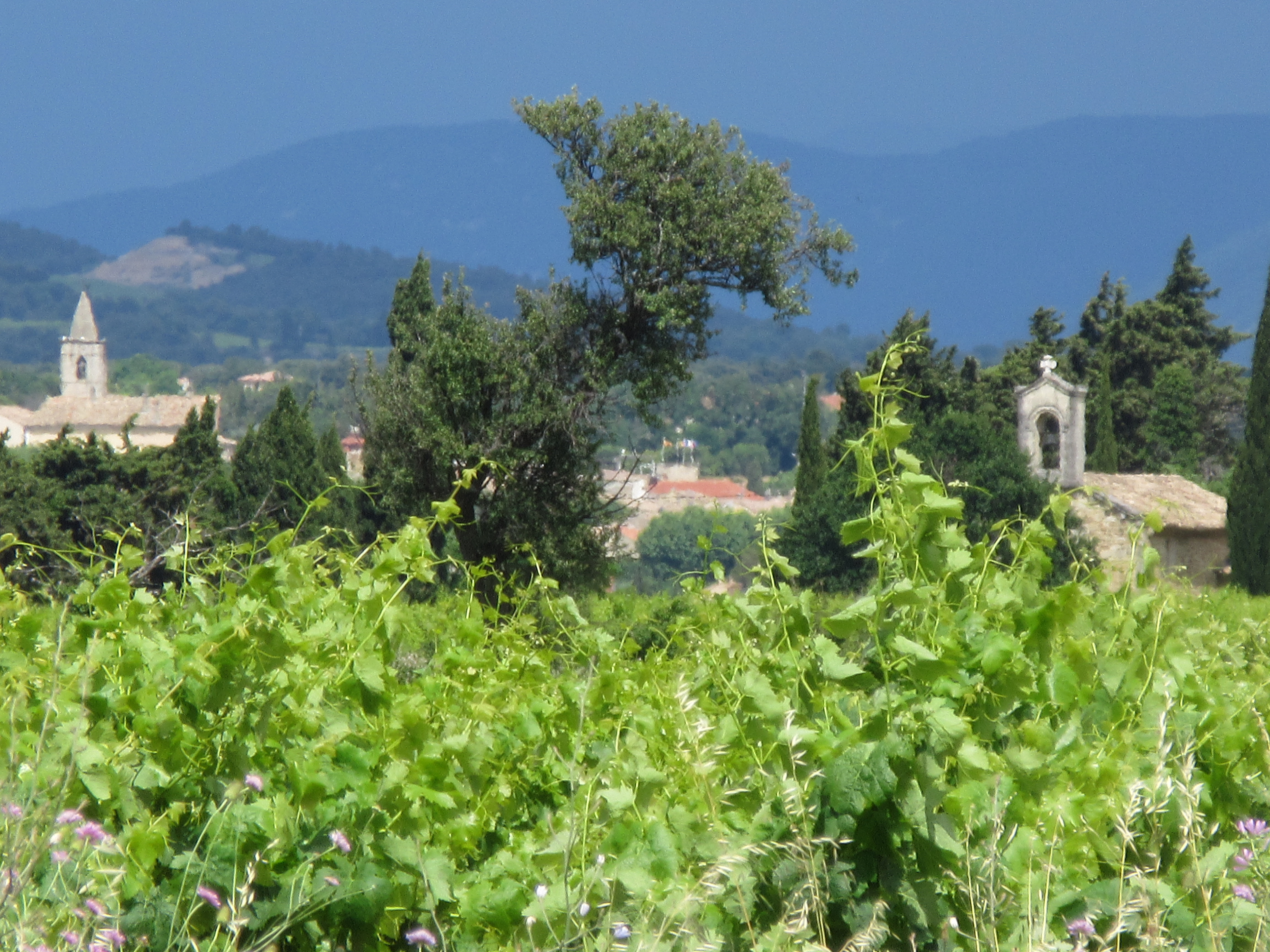
Les deux clochers de Tulette.

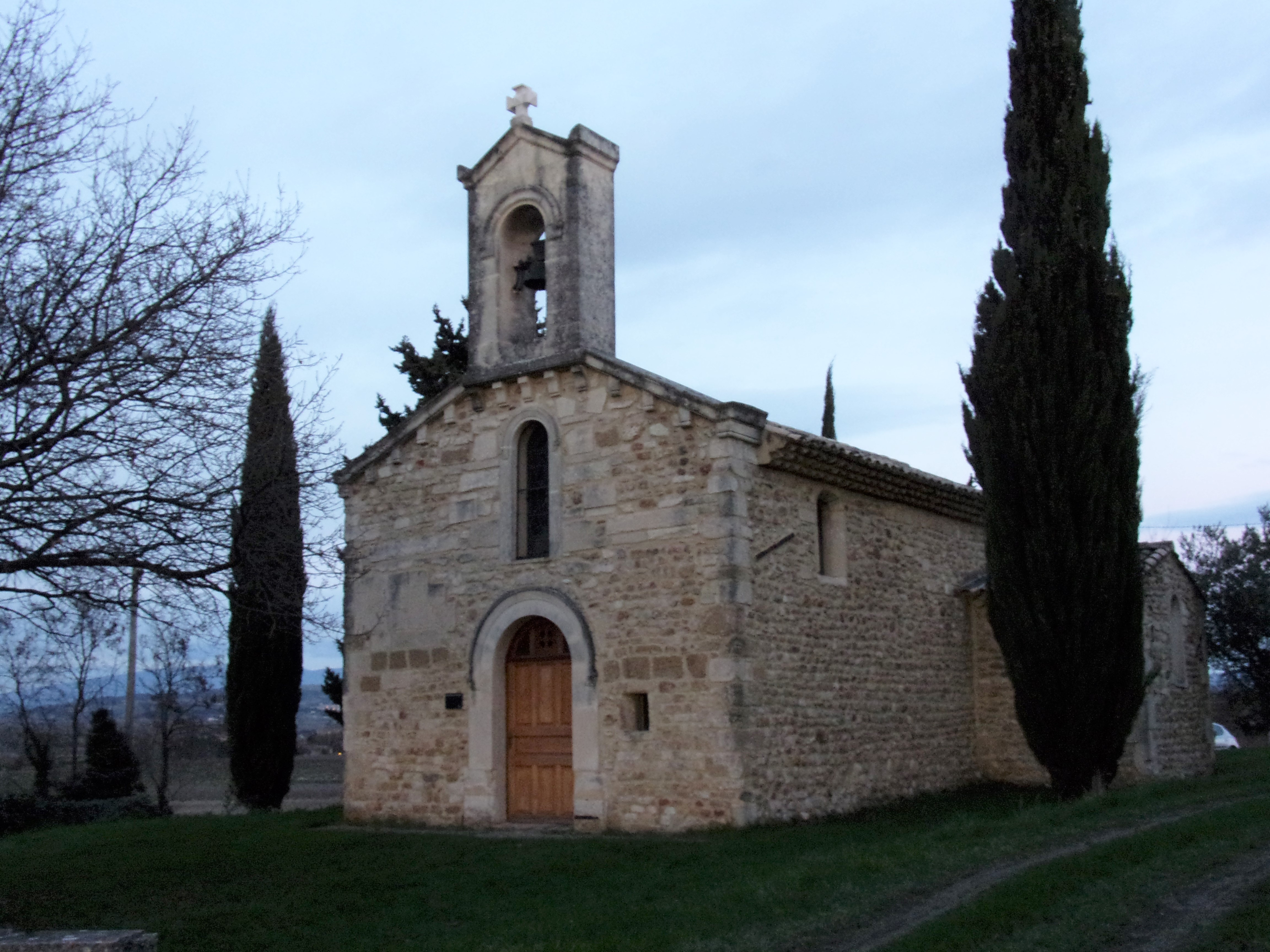
Chapelle Notre-Dame du Roure (Xe siècle) entre Tulette et Suze-la-Rousse.

- Enceinte médiévale terminée à la fin du XIVe siècle : tours (dont deux rondes), portes et chemin de ronde[réf. nécessaire].

L'actuelle porte Costerouze n'existait pas à l'origine. Celle que l'on peut voir serait l'ancienne porte Pailhouse (ou Palhouse, du latin Palhosri) appelée aussi Grand Portail ou Porte sarrasine qui se trouvait au sud du village à l'entrée de la Grand'Rue en face de l'actuelle route d'Orange, remontée - dit-on - à l'envers presque en face de l'actuelle poste, après sa démolition vers le milieu du XIXe siècle.
L'autre seule porte était celle du Portalet au nord-ouest du vieux village, vers le chemin de Bouchet, aujourd'hui disparue[réf. nécessaire].
- Église (XIe et XIIe siècles reconstruite en 1609)[14], sous le vocable de Saint-Pierre. Au sud, l'ancien prieuré lui est accolé[réf. nécessaire].
- Vestiges de la chapelle Saint-Léger[réf. nécessaire].
- Chapelle Notre-Dame-du-Roure (XIIe siècle)[14] (Nostra Domina de Quercore) ou du Xe siècle[26].
- Plusieurs façades et escaliers Renaissance, dont deux sont classées monuments historiques[27],[28].
- Boulet de canon crépi[réf. nécessaire].
- Roue à aubes[réf. nécessaire].

### Patrimoine culturel
- Artisanat d'art (notamment poterie)[réf. nécessaire].
- Musée de la Figurine[29].

### Personnalités liées à la commune
- Julien de la Rovère (1443-1513) : prieur de Saint-Saturnin-du-Port, prince de Tulette, pape Jules II.
- Paul Ruat (1862-1938) : majoral du Félibrige, écrivain, le plus grand libraire et éditeur marseillais.
- Pierre Biarnès (1932-2022) : homme politique, qui fut sénateur, y est né.
- Jimmy Glasberg (1940-2023) : directeur de la photographie, y est mort.

### Héraldique, logotype et devise
| Blason de Tulette | Blason  | De gueules, à deux clés renversées d'argent, passées en sautoir et brochant sur une épée basse du même ; au chef d'or chargé de quarante besants d'argent, ordonnés 10, 10, 10 et 10 et au cor contourné d'azur virolé et enguiché de sable brochant. |
| Blason de Tulette | Détails | Le statut officiel du blason reste à déterminer. |